# Tritella laevis
Tritella laevis är en kräftdjursart som beskrevs av Mayer 1903. Tritella laevis ingår i släktet Tritella och familjen Protellidae. Inga underarter finns listade i Catalogue of Life.